# Rio Capivara (vattendrag i Brasilien, São Paulo, lat -22,80, long -50,97)
Rio Capivara är ett vattendrag i Brasilien.   Det ligger i delstaten São Paulo, i den södra delen av landet, 800 km söder om huvudstaden Brasília. Rio Capivara ligger vid sjön Reservatório Capivara.
Omgivningen kring Rio Capivara är glesbefolkad, med 10 invånare per kvadratkilometer.